# Fernando Garea
Fernando Garea Baragaño (Madrid, 19 de diciembre de 1962) es un periodista español especializado en crónica parlamentaria. Fue director de El Periódico de España, de Prensa Ibérica,  y presidió la Agencia EFE entre 2018 y 2020. En actualidad trabaja para el diario digital El Español.

## Trayectoria
Licenciado en periodismo por la Universidad Complutense de Madrid ha desarrollado la mayor parte de su carrera profesional como cronista parlamentario. 
Comenzó a trabajar en Diario 16 y posteriormente fue cronista parlamentario en El Mundo y el diario Público, participando en el equipo fundacional de ambos periódicos.
De 2008 a 2017 fue corresponsal parlamentario en el diario El País puesto que abandonó tras desencuentros con su entonces director Antonio Caño siendo relegado a la sección de reportajes en 2017. En septiembre del mismo año anunció que dejaba el Grupo Prisa tras nueve años de trabajo "para seguir escribiendo de política y Parlamento" y que se incorporaba a El Confidencial como adjunto al director. También ha sido colaborador tertuliano en diferentes debates políticos como "Hoy por hoy", "Las mañanas de Cuatro" o "El Programa de Ana Rosa".
En julio de 2018 se anunció que sería propuesto por el gobierno de Pedro Sánchez para presidir la Agencia EFE en sustitución de José Antonio Vera.
Garea pidió perdón en abril de 2019, en nombre de la Agencia EFE, a los exiliados y represaliados de la Guerra civil española por ignorarles cuando la agencia era un instrumento de propaganda.
En febrero de 2020, Pedro Sánchez destituye a Fernando Garea como presidente de la Agencia EFE. El periodista fue informado a través del Secretario de Estado de Comunicación, Miguel Ángel Oliver.